# 오정선 (가수)
오정선(1951년생)은 1971년~1980년에 활동했었던 대한민국의 가수다. 1971년 후반~1972년 라나에로스포 여성멤버로 활동하였는데 라나에로스포 1기 여성멤버 은희 이후, 다섯번째가 오정선이다. 1971년 후반 및 1972년에 나온 라나에로스포 음반 두장이 바로 한민,오정선의 음성이 실린 음반이다. 그러나 얼마 안되어 탈퇴한다. 1978년에 1집 타이틀곡 '마음'으로 솔로데뷔하였는데 대표적인 히트곡이 '마음'이다. 그녀는 1978년 TBC 방송가요대상 여자 신인상 후보에 선정되었는데, 여자가수 신인상 후보는 김미성,오정선,장은숙,전영,허성희 등 5명이었다.  

## 음반
- ['1978.02.02 님을 위한 노래 (백순진 작품집)]
- ['1979.06.15 해바라기 (OTTO BEST VOL.1)]
- ['1980.05.08 떠나가야할 시간 (골든독집)]